# SG Eintracht Lahnstein
Die Sportgemeinschaft Lahnstein ist ein ehemaliger deutscher Fußballverein aus dem rheinländischen Lahnstein. Der Klub entstand 1973 als Zusammenschluss des SC Oberlahnstein und des SV Niederlahnstein.

## Geschichte

### SC Oberlahnstein
Der Verein gründete sich 1909 in Oberlahnstein. Nach einer Fusion mit dem Lokalrivalen TG Oberlahnstein trat der Klub zwischen 1947 und 1949 als SG Oberlahnstein an, anschließend löste man die Verbindung. Danach spielte die Mannschaft bis 1952 in der Amateurliga Rheinland, ehe der Klub 1960 wieder in die Liga aufstieg. Nach einem achten Platz in der Weststaffel belegte der Verein in seinem zweiten Jahr in der Oststaffel der Spielklasse den zweiten Platz hinter dem VfB Wissen. Nach einem dritten Platz 1963 qualifizierte sich der Klub für den fortan in einer Staffel ausgetragenen Wettbewerb, in dem die Mannschaft gegen den Abstieg spielte. Nach dem Abstieg 1965 kehrte der Verein 1969 in die Liga zurück und etablierte sich auf Anhieb im Spitzenbereich. Nach einem zweiten Platz nahm der Klub 1973 an der Amateurmeisterschaft teil, scheiterte dort aber in der Zwischenrunde an den Amateuren des 1. FC Kaiserslautern.

### SV Niederlahnstein

Logo des Vorgängervereins SV Niederlahnstein

1911 in Niederlahnstein als FC Deutschland Niederlahnstein gegründet, nahm der Klub nach Ende des Ersten Weltkriegs den Namen SV Niederlahnstein an. 1950 stieg der Klub in die Amateurliga Rheinland auf, in der er zunächst in der Mitte-Staffel antrat. Als Tabellensechster qualifizierte sich der Klub für die eingleisige Amateurliga. Dort spielte er bis zu seinem Aufstieg in die II. Division 1956, zuvor war er zweimal in der Amateurmeisterschaft angetreten. Vier Jahre später gelang dem Klub sogar der Aufstieg in die Oberliga Südwest. Nach dem direkten Wiederabstieg gelang zwar der erneute Aufstieg, der Klub konnte sich jedoch ohne Saisonsieg nicht in der höchsten Spielklasse behaupten. Anschließend folgte der direkte Abstieg in die Amateurliga, ehe der Klub 1966 sogar in die Viertklassigkeit abstieg. Ein Jahr später folgte der Wiederaufstieg, danach konnte sich die Mannschaft in der Amateurliga halten.

### Nach der Fusion
Im Mai 1973 fusionierten die Klubs zur SG Eintracht Lahnstein. Nach einem elften Tabellenplatz im ersten Jahr verpasste der Klub in der folgenden Spielzeit als Tabellensechzehnter den Klassenerhalt. Damit verabschiedete sich der Verein vom höherklassigen Fußball. In ihrer (vorerst) letzten Saison 2010/11 spielte die erste Mannschaft des Vereins in der sechstklassigen Rheinlandliga, aus der sie abgeschlagen als Tabellenletzter abstieg. Zu Beginn der Saison 2011/12 wurden alle Mannschaften vom Spielbetrieb zurückgezogen. Im Dezember 2011 wurde der Verein wegen Insolvenz aufgelöst.

## Spieler
- Wilko Risser (2006–2007)